# Agapetes toppinii
Agapetes toppinii är en ljungväxtart som beskrevs av Airy Shaw. Agapetes toppinii ingår i släktet Agapetes och familjen ljungväxter. Inga underarter finns listade i Catalogue of Life.